# Лукреція Ломбард
Лукреція Ломбард (англ. Lucretia Lombard) — американська драма режисера Джека Конуея 1923 року.

## У ролях
- Ірен Річ — Лукреція Морган
- Монте Блу — Стівен Віншіп
- Марк МакДермотт — сер Аллен Ломбард
- Норма Ширер — Мімі Віншіп
- Алек Б. Френсіс — суддя Віншіп
- Джон Рош — Фред Віншіп
- Люсі Бомонт — місіс Віншіп
- Отто Гоффман — Сенді
- Флоренс Лоуренс